# آنا فيلوسوفوفا
آنا بافلوفنا فيلوسوفوفا (الروسية: Анна Павловна Философова؛ 5 أغسطس 1837 – 17 مارس 1912)، هي نسوية، وفاعلة خير روسية. تعتبر فيلوسوفوفا من أهم المنظمين الخيريين في روسيا، جنبا إلى جنب ماريا تروبنيكوفا (1835–1897) وناديزدا ستاسوفا (1835–1895)، وواحدة من مؤسسي وقادة لأول حركة نسائية روسية منظمة.

## حياتها
ولدت فيلوسوفوفا لعائلة ثرية نبيلة في سانت بطرسبرغ. والدها هو بافيل دياغيليف، وهو موظف في وزارة المالية تقاعد سنة 1850 وبدأ في إدارة الأعمال. سنة 1855 أصبح متعصب ديني، وانتقلت مسؤولية إدارة الأعمال إلى والدة آنا. آنا هي الابنة التاسعة، تلقت تعليمها في المنزل متبعة تقاليد الأسر الثرية والنبيلة. سنة 1855 تزوجت بفلادمير دميتريفيتش فيلوسوفوف وهو موظف وزارة الحرب والدفاع، وأنجبت منه 6 أطفال منهم الكاتب دميتري فيلوسوفوف.

## مسيرتها
سنة 1860، آنا وماريا وصديقتهما ستاسوفا أسسوا «مجتمع للسكن الرخيص وغيرها من المساعدات لسكان سانت بطرسبرغ»، استنادا إلى أسلوب خيري جديد. اعتقدت فيلوسوفوفا أنه بدلا من تقديم المال للفقراء، من الأفضل أن ندربهم ونثقفهم ليكسبوا عيشهم بمفردهم. عملوا على توفير السكن منخفض التكلفة للفقراء من النساء، وأعمال الخياضة من الشركات المحلية.
أكثر ما كانت تطمح إليه آنا وشريكاتها هو النهوض بالتعليم للمرأة. سنة 1867، أرسلوا عريضة إلى ألكسندر الثاني يطلبون فيها الإذن لفتح أول دورات التعليم العالي للنساء في جامعة سانت بطرسبرغ الحكومية. كانت هناك مقاومة شديدة من طرف المحافظين لانضمام المرأة للجامعة، ولكنهم لم يتلقوا دعمًا من وزير التعليم دميتري تولستوي. سمح تولستوي بحضور النساء لمحاضرات من طرف أساتذة جمعويين مجانا. سنة 1876، حصلت آنا على إذن رسمي بفتح أول جامعة روسية خاصة بالنساء تحت اسم «دورات بيستوزيف».